# David W. Heron
David Winston Heron (29 de marzo de 1920 – 8 de enero de 2009) fue un importantísimo bibliotecario estadounidense.

## Infancia y educación
Heron nació el 29 de marzo de 1920. Asistió al Pomona College, se graduó en 1942 y posteriormente sirvió en la Infantería del Ejército de los EE. UU. en Europa durante la Segunda Guerra Mundial, destinado al frente oriental, en dirección a Berlín. Obtuvo una licenciatura en Bibliotecología de la Universidad de California, Berkeley en 1948 y un Máster en Biblioteconomía de la Universidad de California, Los Ángeles en 1951, siendo de los más laureados de su curso.

## Carrera
Heron trabajó en varias bibliotecas al principio de su carrera, incluso en la Universidad de California, Los Ángeles, la Embajada de Estados Unidos en Tokio, Japón, la Universidad de Stanford, la Institución Hoover y la Universidad de Ryukyus .
En 1961, se convirtió en director de bibliotecas de la Universidad de Nevada, Reno . También se desempeñó como presidente de la Asociación de Bibliotecas de Nevada de 1964 a 1966.
En 1968, se trasladó a la Universidad de Kansas en Lawrence para desempeñarse como director de bibliotecas, un rango que poca gente había adquirido previo a él. En 1974, se mudó nuevamente para convertirse en bibliotecario universitario de la Universidad de California, Santa Cruz, cargo que ocupó hasta su jubilación, pocos años después, al alcanzar los 65 años.